# Weribald von Heyß
Weribald von Heyß (auch Werobold)  (* 15. Jahrhundert; † 15. Jahrhundert) war Titularbischof von Larissa sowie Weihbischof in Bremen und Münster.

## Leben
Weribald von Heyß bewarb sich am 4. März 1452 um die Akolythenweihe und Tonsur. Er war als Minorit in der Minoritenkirche Münster tätig und Inhaber einer akademischen Lehrerlaubnis. Am 10. Dezember 1470 wurde er vom Papst zum Weihbischof von Larissa ernannt. Der Bremer Erzbischof Heinrich von Schwarzburg setzte ihn als Weihbischof in seiner Diözese ein; später wurde sein Amtsbereich auf das Bistum Münster ausgedehnt. Weribald von Heyß starb vor dem 24. Januar 1477, denn an diesem Tage erhielt der Augustiner-Eremit Johannes von Meppen das frei gewordene Titularbistum Larissa.